# NCR Voyix
Die NCR Voyix (bis Oktober 2023: NCR Corporation, kurz für National Cash Register, NYSE: NCR) ist ein international tätiges US-amerikanisches Unternehmen mit Hauptverwaltungssitz in Atlanta (Bundesstaat Georgia), rechtlich registriert im Bundesstaat Maryland. Mit Stand 2024 beschäftigte es weltweit rund 14.000 Mitarbeiter. Das Unternehmen ist im Aktienindex S&P 500 gelistet.

## Geschichte

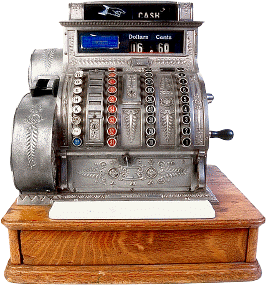
Registrierkasse

Die NCR wurde im Jahr 1884 gegründet. Nachdem James Ritty 1879 die Registrierkasse erfunden und am 30. Januar 1883 zusammen mit John Birch ein Patent darauf erhalten hatte, gelangte die von ersterem gegründete und geleitete Firma in die Hände von Jacob H. Eckert aus Cincinnati. Dieser benannte sie in National Manufacturing Company um und verkaufte sie 1884 an John Henry Patterson. Patterson führte sie nun als National Cash Register Company (NCR) weiter, die die ersten mechanischen Registrierkassen in großem Umfang fabrizierte. Das Geschäft florierte und die NCR expandierte bald auch nach Europa. 1896 wurde in Deutschland die Nationale Registrierkassen GmbH (NRK) gegründet.
Patterson etablierte in seinem Unternehmen moderne Vertriebsmethoden, die für die damalige Zeit ungewöhnlich waren. Alle Verkäufer mussten stets auf ein gepflegtes Äußeres achten, an regelmäßigen Schulungen teilnehmen und Pattersons Verkaufsmaximen – in Form eines kleinen gedruckten Büchleins, intern „die Bibel“ genannt – verinnerlichen. Auch nutzte Patterson bereits massiv das Prinzip der Werbung in Form von Prospekten, die er an Händler überall in den Staaten sandte, und erfand nebenbei das Flipchart.
John H. Patterson war auch bekannt für seine rigorose „hire-and-fire“-Praktik. Zu den von ihm wegen Streitigkeiten entlassenen Mitarbeitern zählte Thomas J. Watson, der daraufhin zu CTR wechselte, die er jedoch bald in IBM umbenannte. Sowohl Watson als auch Patterson wurden wegen unfairer Geschäftspraktiken zu je einem Jahr Gefängnis verurteilt. Sie fochten jedoch das Urteil an und konnten sich mit Kaution freikaufen.
Die Produktpalette der NCR wurde fortwährend weiterentwickelt und vergrößert. 1906 entwickelte Charles F. Kettering die erste elektrische Registrierkasse, die von einem Motor angetrieben wurde; später folgten elektronische Registrierkassen. Im Jahr 1911 hatte die NCR bereits über eine Million Registrierkassen verkauft und beschäftigte 6.000 Angestellte, der Marktanteil in den USA lag bei 95 Prozent.
1953 stieg das Unternehmen in die elektronische Datenverarbeitung ein und war auch dort einer der Pioniere. 1974 brachte die NCR die ersten kommerziellen Barcodeleser auf den Markt. 1982 lief der erste NCR UNIX Super-Microcomputer vom Band. 1983 kam der NCR DM V (der in Deutschland entwickelt wurde) auf den Markt. 1991 wurde NCR von AT&T übernommen und 1994 in AT&T Global Information Solutions (GIS) umbenannt. Ende 1996 trennte sich die AT&T GIS wieder von AT&T und firmierte erneut unter NCR. 1997 zog sich die Firma aus dem PC-Geschäft zurück.
Die NCR Corporation hält alleine in den USA 1.450 Patente. Zu den jüngsten Innovationen zählen NCR Kalpana, eine neuartige Geldautomatenlösung, und NCR Orderman7, ein speziell für die Gastronomie entwickeltes Handheld zur effizienten Bestellannahme.

### Nationale Registrierkassen GmbH

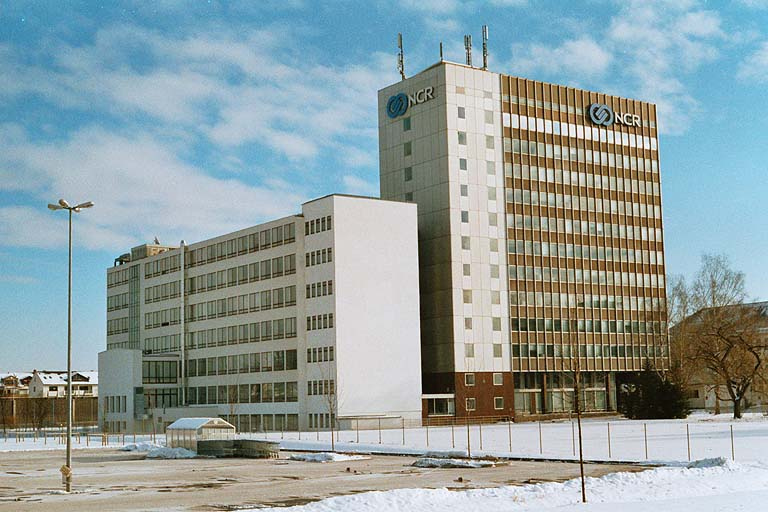
Zwei Gebäude des ehemaligen deutschen NCR-Hauptquartiers in Augsburg (das rechts im Bild sichtbare Hochhaus wurde 2016 abgerissen)

Die Nationale Registrierkassen GmbH (NRK) siedelte 1945 von Berlin in die US-amerikanische Besatzungszone um, zunächst ins fränkische Gunzenhausen, 1947/1948 schließlich nach Augsburg-Kriegshaber. Hierfür mietete das Unternehmen einen Teil des Gebäudekomplexes der Michel-Werke in der Ulmer Straße an und errichtete im dahinterliegenden freien Gelände ein großes Industriezentrum mit dem NCR-Hochhaus. Damit wurde Augsburg zur „Stadt der Registrierkassen“, das Werk in Kriegshaber war das größte seiner Art in Europa. Der Architekt der neuen Verwaltungsgebäude, des Casinos mit Bühne, der Komplexe „Fabrik 1“, „Fabrik 2“ und des Hochhauses war Carl Weber (1904–1987).
Mitte der 1950er Jahre entstanden durch NCR enge Kontakte zwischen der Stadt Augsburg und Dayton, die 1964 in einer Städtepartnerschaft zwischen den beiden Städten gipfelten. Der durch das frühere US-amerikanische Kasernenviertel des Augsburger Stadtteils Kriegshaber verlaufende Abschnitt der heute ausgebauten B17-Westtangente trägt den Namen Dayton-Ring.
In den 1960er und 1970er Jahren beschäftigte NCR allein am Standort Augsburg 5000 Mitarbeiter (nach anderen Quellen sogar 7000 Mitarbeiter). In den 1980er und 1990er Jahren wurde der Standort jedoch wieder stark reduziert. Die Gebäude Fabrik 1 und Fabrik 2 wurden 2000 abgebrochen, Halle 1 wurde 2001 abgebrochen; das Versammlungsgebäude, in dem früher Konzerte und zur Faschingszeit große Bälle stattfanden, und das Schulungsgebäude wurden 2002 abgebrochen. Für kurze Zeit verschwand der NCR-Schriftzug und überall war der Schriftzug AT&T (am Hochhaus sogar beleuchtet) zu finden. 2007 beschäftigte die NCR GmbH noch ca. 350 Mitarbeiter in Augsburg. Die verbliebenen Grundstücke und die beiden letzten noch nicht abgerissenen Gebäude wurden im Herbst 2004 verkauft. Das zehngeschossige Hochhaus wurde bis 2015 zurückgemietet und trug bis dahin wieder den beleuchteten NCR Schriftzug.
Im Herbst 2015 zog NCR aus, verließ Kriegshaber und zog in frei gewordene Räume des insolventen Weltbild-Verlags in Augsburg-Lechhausen. Im Januar 2016 wurde mit dem Abtragen des Hochhauses in Augsburg-Kriegshaber begonnen (Beginn der eigentlichen stockwerkweisen Abrissarbeiten, nach der zuvor erfolgten Entkernung). Ende September 2016 war der Abbruch beendet.

## Aufsplittung in NCR Voyix und NCR Atleos
Im Jahr 2023 kündigte NCR eine strategische Neuausrichtung an. Es folgte eine Aufsplittung in zwei eigenständige Unternehmen: NCR Voyix und NCR Atleos. Wobei NCR Voyix der rechtliche Nachfolger der NCR Corporation ist.

### NCR Voyix

- Fokus: NCR Voyix konzentriert sich auf innovative Technologien und Lösungen für den Einzelhandel und das Gastgewerbe. Das Unternehmen bietet moderne Kassensysteme, Omnichannel-Lösungen und personalisierte Kundenerlebnisse an.
- Zielsetzung: Durch die Nutzung fortschrittlicher Technologien wie Künstliche Intelligenz und Datenanalytik zielt NCR Voyix darauf ab, Einzelhändlern und Gastgewerbe-Anbietern zu helfen, ihre Betriebsabläufe zu optimieren und ihre Kundenbindung zu stärken.
- Chief Executive Officer (CEO): David Wilkinson

### NCR Atleos

NCR Atleos

- Fokus: NCR Atleos widmet sich der Banken- und Finanzdienstleistungsbranche. Das Unternehmen bietet Lösungen für Geldautomaten, digitales Banking und Sicherheitslösungen an.
- Zielsetzung: NCR Atleos zielt darauf ab, Banken und Finanzinstituten innovative Technologien bereitzustellen, die die Effizienz steigern und die Kundeninteraktion verbessern.
- Chief Executive Officer CEO: Timothy C. Oliver